# Вулиця Менахема Мендла Шнеєрсона
Вулиця Менахема Мендла Шнеєрсона (до 2015 —  вул. Мініна, до 1957 — вул. Молотова, початкова назва — вул. Кутова) — вулиця у Центральному районі Дніпра. Вулиця не має чіткої проїзної частини, а являє собою сукупність міждворових проїздів багатоповерхової забудови між проспектом Олександра Поля, вулицями Василя Вишиваного, Кулишівською та Сергія Подолинського.

## Історія
На картах Катеринослава вулиця позначена як Кутова (рос. Угловая). У радянські часи спочатку носила ім'я В'ячеслава Молотова, а 7 серпня 1957 року була перейменована на вулицю Кузьми Мініна.

Менахем Мендл Шнеєрсон

26 листопада 2015 року розпорядженням міського голови надано назву Менахема Мендла Шнеєрсона, 9-го Машиаха й духовного лідера хасидського релігійного руху Хабад-Любавич, який провів дитячі та юнацькі роки у Дніпрі. 

## Будівлі
- № 1 - Спеціалізована школа № 144 з поглибленим вивченням івриту, історії єврейського народу, єврейських традицій;
- № 5в — Нова бібліотека - філія № 34 Дніпровської міської бібліотеки[4].